# Андрей Владимирович (князь логожский)
Андрей Владимирович (ок. 1390 — после 1457) — князь логожский (1455—1457), из династии Гедиминовичей, сын Великого князя Киевского Владимира Ольгердовича, брат Олелько и Ивана.

## Биография
Младший сын Владимира Ольгердовича от брака с неизвестной по имени женой, возможно её звали Анна. В отличие от братьев, не получил в княжение крупного удела. Зато был наделён многочисленными имениями на территории Беларуси и Литвы, которые получил во время правления князей Витовта и Сигизмунда и Казимира IV. Занимал высокое положение в Великом княжестве Литовском, входил в великокняжеский совет. К имению Андрея Владимировича относились Логожск, Гайна и Каменец и поместье в Минском уезде, Славянск и некоторые другие в Витебской земле.
В 1422 году Андрей Владимирович с другими князьями подписывал Мельнский мир с тевтонцами. Во время гражданской война в Великом княжестве Литовской поддерживал Сигизмунда Кейстутовича, несмотря на то что его брат выступал на стороне Свидригайло Ольгердовича. В 1435 году Андрей Владимирович участвовал в подписании мирного договора с поляками в Бресте. В 1446 году в Киеве составил завещание на жену и детей, а также велел похоронить его в Киево-Печерской лавре. Скончался где-то в 1457, где в это время умер его единственный сын Глеб, а все имения Андрея отошли к его жене и родственникам, которые позже неоднократно боролись за наследство князя.
Логойск и Каменец после смерти Андрея отошли к государственным владениям и вскоре были переданы князьям Чарторыйским. Полонное и Лемниця перешли к шурину Андрея, Сеньке Ивановичу Чарторыйскому. Остальные имения достались Федоре Ивановне Рогатинской, которая была дочерью Евдокии Андреевны и Ивана Семёновича Кобринского.

## Семья
- Глеб (? — 1457) — умер при жизни отца;

- Евдокия — жена каменецкого старосты боярина Богдана Ивашко Рогатинского, в браке с которым имела двух дочерей: Федору и неизвестной по имени дочери.